# Oxysarcodexia admixta
Oxysarcodexia admixta är en tvåvingeart som först beskrevs av Guilherme A.M.Lopes 1933.  Oxysarcodexia admixta ingår i släktet Oxysarcodexia och familjen köttflugor. Inga underarter finns listade i Catalogue of Life.